# GPR22
GPR22, G protein-spregnuti receptor 22, je protein koji je kod čoveka kodiran GPR22 genom.

Ovaj gen je član GPCR 1 familije. On kodira višestruko prolazni membranski protein.

## Literatura
1. ↑  O'Dowd BF, Nguyen T, Jung BP, Marchese A, Cheng R, Heng HH, Kolakowski LF Jr, Lynch KR, George SR (1997). „Cloning and chromosomal mapping of four putative novel human G-protein-coupled receptor genes”. Gene. 187 (1): 75—81. PMID 9073069. doi:10.1016/S0378-1119(96)00722-6.
2. 1 2  „Entrez Gene: GPR22 G protein-coupled receptor 22”.

## Dodatna literatura
- Strausberg RL; Feingold EA; Grouse LH;  . (2003). „Generation and initial analysis of more than 15,000 full-length human and mouse cDNA sequences.”. Proc. Natl. Acad. Sci. U.S.A. 99 (26): 16899—903. PMC 139241 . PMID 12477932. doi:10.1073/pnas.242603899.
- Scherer SW; Cheung J; MacDonald JR;  . (2003). „Human chromosome 7: DNA sequence and biology.”. Science. 300 (5620): 767—72. PMC 2882961 . PMID 12690205. doi:10.1126/science.1083423.
- Hillier LW; Fulton RS; Fulton LA;  . (2003). „The DNA sequence of human chromosome 7.”. Nature. 424 (6945): 157—64. PMID 12853948. doi:10.1038/nature01782.
- Ota T; Suzuki Y; Nishikawa T;  . (2004). „Complete sequencing and characterization of 21,243 full-length human cDNAs.”. Nat. Genet. 36 (1): 40—5. PMID 14702039. doi:10.1038/ng1285.
- Lee J; Hever A; Willhite D;  . (2006). „Effects of RNA degradation on gene expression analysis of human postmortem tissues.”. FASEB J. 19 (10): 1356—8. PMID 15955843. doi:10.1096/fj.04-3552fje.
- Kimura K; Wakamatsu A; Suzuki Y;  . (2006). „Diversification of transcriptional modulation: large-scale identification and characterization of putative alternative promoters of human genes.”. Genome Res. 16 (1): 55—65. PMC 1356129 . PMID 16344560. doi:10.1101/gr.4039406.